# Dzjebel
Dzjebel (bulgariska: Джебел) är en ort i Bulgarien.   Den ligger i kommunen Obsjtina Dzjebel och regionen Kărdzjali, i den södra delen av landet, 210 km sydost om huvudstaden Sofia. Dzjebel ligger 343 meter över havet och antalet invånare är 3 329.